# Trans-Europ-Express (film)
Trans-Europ-Express è un film del 1966 diretto da Alain Robbe-Grillet e interpretato da Jean-Louis Trintignant.

## Trama
Il regista cinematografico Jean sale con due assistenti, tra cui la segretaria di edizione Lucette, sul Trans Europ Express diretto ad Anversa, in Belgio. I tre cominciano a ideare, registrandola su magnetofono, la trama di un film che dovrà intitolarsi Trans-Europ-Express, proprio mentre sale sul treno l'attore Jean-Louis Trintignant, che si siede momentaneamente accanto a loro e che immaginano subito nella parte del protagonista Elias.
Elias acquista a Parigi una valigia con doppio fondo, chiedendo espressamente un modello da trafficante di droga, quindi prende il treno per Anversa dopo aver sviato un tentativo di sottrargli il bagaglio. Tra le varie ipotesi che il regista e i suoi mettono in piedi c'è la possibilità che traffichi in diamanti anziché stupefacenti e la presenza di una donna misteriosa a bordo del treno che riesce a frugare nella valigia di Elias.
Uno sconosciuto che lo avvicina con parola d'ordine in un angolo di Anversa gli consegna una foto; subito dopo Elias viene abbordato da una donna, Eva, che sostiene di non essere una prostituta bensì una donna rispettabile, ma sale con lui nella camera d'albergo e hanno un rapporto sessuale. Elias si reca nel luogo di Anversa mostrato dalla foto e viene rimandato a un magazzino di là dal canale. Scarabocchiata su un muro c'è un'ulteriore istruzione che lo rimanda a una successiva, dove riceve ordine di lasciare la valigia vuota nel deposito bagagli della stazione ferroviaria. Qui viene fermato da due doganieri che gli aprono i bagagli, ma forse sono falsi perché quando sopraggiunge un uomo in divisa si dileguano.
Alla stazione, Elias incontra di nuovo Eva, che lo segue in albergo e accetta di essere legata al letto per fare sesso. Quasi subito lui sospetta che la donna faccia il doppio gioco per l'organizzazione; anzi comincia a sospettare di essere pedinato ovunque, finché cade in una trappola in una zona di magazzini abbandonati nel porto. Il capo dei trafficanti gli rivela che l'hanno messo alla prova e che è riuscito a superarla, si fidano di lui e gli consegneranno un carico di droga da portare a Parigi.
Elias ha ancora però l'impressione di essere seguito, e si lascia sfuggire con uno sconosciuto l'esistenza della valigia alla stazione e la parola d'ordine, salvo sospettare poi che si trattasse di un poliziotto. Ritirata la valigia, riesce a raggiungere Parigi incolume; qui ottiene la rivelazione che non ha trasportato un vero carico di droga, si è trattato di un viaggio di prova per testare la sua fedeltà. Ritorna a Anversa dove viene di nuovo abbordato da Eva; la vede parlare insieme al poliziotto, non sa se faccia il doppio o il triplo gioco. La lega di nuovo al letto ma invece di fare sesso la strangola.
L'ispettore Lorentz trova il cadavere di Eva e fa pubblicare un articolo trappola sul giornale, attirando in questo modo Elias in un night club dove si esibisce una pornostar di nome Eva, legata e incatenata. Anche l'organizzazione però ha scoperto che lui è controllato dalla polizia e lo uccide nel locale, sotto gli occhi di Lorentz.
Il regista Jean e i suoi collaboratori, scesi dal Trans-Europ-Express arrivato ad Anversa, leggono sul giornale la notizia della morte di Eva e di Elias; ma subito dopo vediamo i personaggi, abbracciati e sorridenti, nella stessa stazione.

## Il film
Trans-Europ-Express non è un film lineare, ma è costituito come un'opera in corso, perché mostra il regista e i suoi assistenti al lavoro sulla costruzione della trama del film, e la visualizzazione della stessa trama, compresi ripensamenti e modifiche; i tre viaggiatori analizzano l'intreccio, mettendo così a nudo i meccanismi narrativi fino a sovvertire la costruzione del racconto. In questo modo il regista tenta di trasportare dalla letteratura al cinema quella che lui stesso definì «regola dell'oscurità», in base alla quale il senso della narrazione si può cercare solo a posteriori e non a partire da un contenuto predeterminato dall'autore.
L'uso di una certa dose di ironia rende l'esercizio intellettuale del regista leggero e godibile e lo trasforma in una sorta di gioco dalle caratteristiche quasi infantili, in cui si cambiano continuamente i caratteri dei personaggi e la struttura della trama.

## Critica
«Opera sostanzialmente fredda e poco coinvolgente.»